# Емблема на Турция
Турция е една от малкото страни, които нямат национален герб. Вместо него като национален символ често се среща следното лого или емблема.  Изобразената емблема на Турция е неофициално използван символ на страната. Представлява червена елипса, на която има изобразени хоризонтално ориентирани звезда и полумесец от турското национално знаме, заобиколени от официалното название на страната – Република Турция (на турски: Türkiye Cumhuriyeti).
През 1925 г. турското министерство на образованието инициира конкурс за герб на страната. Победителят от конкурса е художникът Намък Исмаил бей, но по-късно предложеният от него проект за герб излиза от употреба.